# Musikalier
Musikalier, av latinets musica, av grekiska mousikē technē 'musernas konst', av mousa 'musa' och technē 'konst', är tryck eller handskrift som innehåller noterad musik.